# Lateinamerikanische Energieorganisation
Die Lateinamerikanische Energieorganisation (Organización Latinoamericana de Energía, OLADE)  ist eine supranationale Organisation zur Förderung von Projekten der Nutzung von Energiequellen mit Sitz in Quito. Gegründet wurde sie in den 1970ern in der Folge der Energiekrise.

## Mitgliedstaaten
Seit 2008 hat die Organisation 28 Mitgliedsstaaten:
Argentinien, Bolivien, Brasilien,
Chile,  Kolumbien,  Ecuador, Paraguay, Peru, Uruguay, Venezuela, Barbados, Kuba, Grenada, Guyana, Haiti, Jamaika, Dominikanische Republik, Surinam, Trinidad und Tobago, Belize, Costa Rica, El Salvador, Guatemala, Honduras, Mexiko, Nicaragua, Panama,
Seit 2004 ist Algerien mit dem Status einer Participating Country Mitglied.